# Richard Elihu Sloan

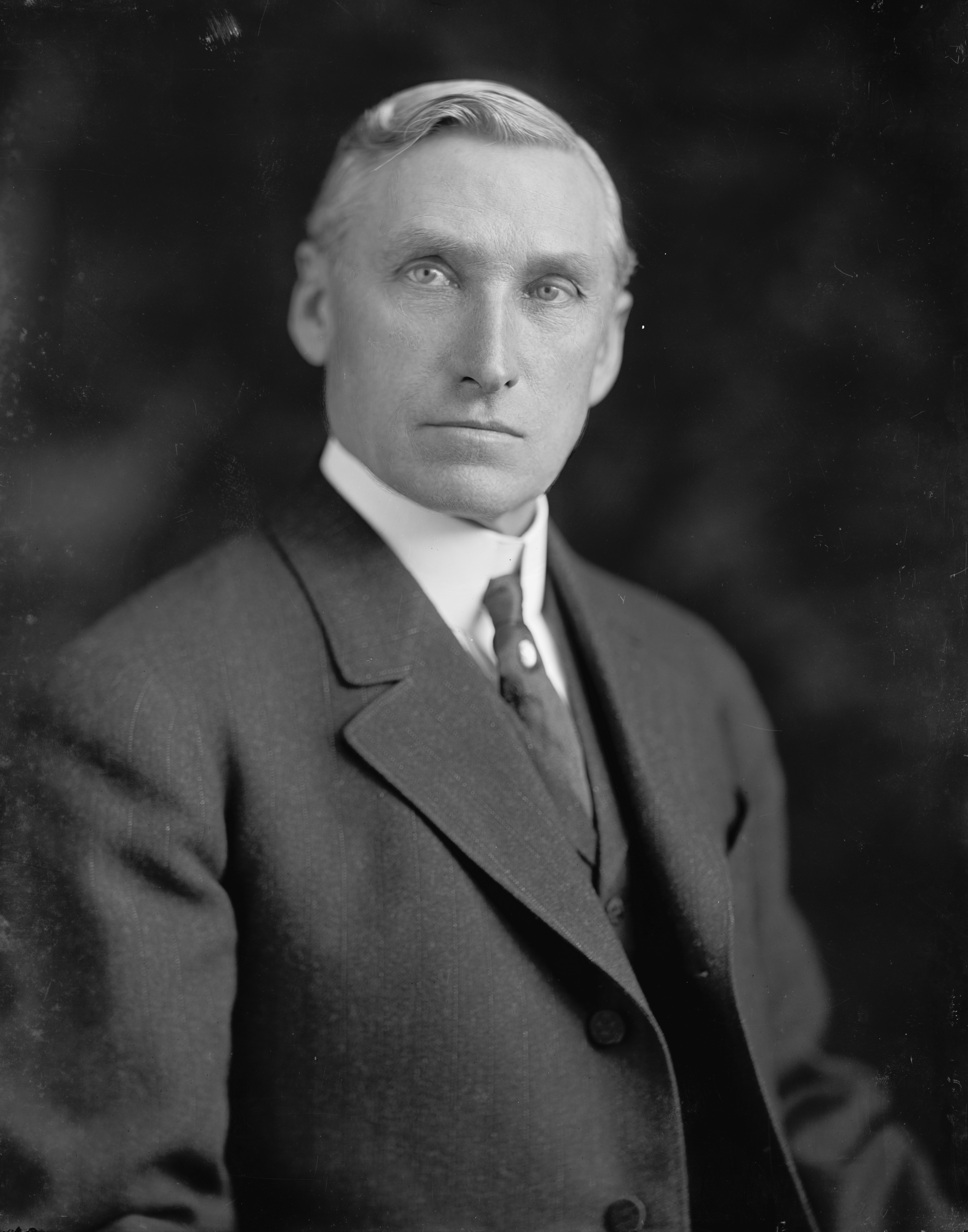
Richard Elihu Sloan

Richard Elihu Sloan (* 22. Juni 1857 in Morning Sun, Butler County, Ohio; † 13. Dezember 1933 in Phoenix, Arizona) war ein US-amerikanischer Politiker und der letzte Gouverneur des Arizona-Territoriums. Ferner war er ein Mitglied der Republikanischen Partei und ein Presbyterianer.
Sloan hatte in der Regierung des Arizona-Territoriums verschiedene Stellungen inne. So war er zwischen 1888 und 1889 Mitglied des Territorial Council. Ferner war er zwischen 1889 und 1893 sowie erneut dann zwischen 1897 und 1909 Justice of the Territorial Supreme Court. Außerdem fungierte er 1908 als Delegierter Arizonas zur Republican National Convention. 1909 wurde er zum Territorialgouverneur gewählt, eine Stellung, die er bis 1912 innehielt, als Arizona als 48. Bundesstaat in die Union aufgenommen wurde. Nach seiner Zeit als Gouverneur wurde er durch Präsident William Howard Taft zum Richter am Bundesbezirksgericht für Arizona ernannt und hielt dieses Amt von 1912 bis 1913.
Sloan war zeitlebens ein Einwohner von Prescott. Er starb am 13. Dezember 1933 in Phoenix und wurde auf dem Greenwood Memorial Park beigesetzt.